# Ibrahim Diaky
Ibrahim Diaky (sinh ngày 24 tháng 5 năm 1982 ở Abidjan, Bờ Biển Ngà) là một tiền vệ bóng đá Các Tiểu vương quốc Ả Rập Thống nhất. Hiện tại anh thi đấu cho Al Ain. Diaky trở thành công dân của UAE cuối năm 2006.